# نظام وانغ جين وي
نظام وانغ جين وي أو نظام نانجينغ في الغة الصينية 中華民國國民政府، هي دولة دمية تابعة لإمبراطورية اليابان، وكانت تقع في شرق الصين. تأسست عام 1940 ونتهت عام 1945.